# Brammelo
Brammelo (Nedersaksisch: Brammel) is een buurtschap in de Twentse gemeente Haaksbergen in de Nederlandse provincie Overijssel.
Het ligt ten westen van de hoofdplaats Haaksbergen, langs de grens met de Gelderse gemeente Berkelland.
In het verleden vormde Brammelo samen met de buurschap Brammelerbroek een marke.. De leden van het markegenootschap Brammelo bezaten erven in de buurschap Brammelo in het gericht Haaksbergen en in Brammelbroek dat viel onder de Heerlijkheid Borculo en later onderdeel werd van de voormalige gemeente Neede.
Ten oosten van Brammelo lag een middeleeuwse burcht met ronde grachten en wallen. Van deze Borg Brammelo zijn geen zichtbare restanten behouden gebleven.